# Mordellistena antennata
Mordellistena antennata is een keversoort uit de familie spartelkevers (Mordellidae). De wetenschappelijke naam van de soort is voor het eerst geldig gepubliceerd in 1906 door Schilsky.